# Caproni Ca.79
Il Caproni Ca.79 era un bombardiere pesante quadrimotore e biplano prodotto dall'azienda italiana Aeronautica Caproni negli anni venti.
Sviluppo del Ca.73Bi.B, del quale riproponeva l'impostazione generale, se ne discostava principalmente per l'adozione di una struttura interamente in metallo e di un impianto motore basato su quattro propulsori in configurazione mista, due centrali in configurazione traente-spingente più due in posizione traente classica sul bordo di attacco dell'ala inferiore.
L'equipaggio normale prevedeva due piloti, due mitraglieri e un osservatore.

## Tecnica

### Cellula
Organizzata in piani, ciascuno composto da tre pezzi: uno centrale e due estremi, fra loro collegati da scatole di giunzione.
La struttura dell'ala era costituita da due longheroni collegati da travetti e irrigiditi da crociere. Sui longheroni erano quindi infilate le centine.
Le centine erano leggerissime e realizzate a traliccio, con solette in duralluminio, montanti in tubo d'acciaio e crociere regolabili in filo d'acciaio.

### Fusoliera e armamenti
Al centro dell'ala inferiore è appesa la fusoliera, realizzata in tubo d'acciaio. Il longherone inferiore è una trave a traliccio alla quale sono ancorati i carrelli, i tiranti-puntoni di irrigidimento dell'ala inferiore e i lanciabombe.
Sul fianco sinistro due portelli permettevano di accedere all'interno della fusoliera: al posto di pilotaggio e a un altro posto dietro l'ala.

I due posti di pilotaggi erano ampi, in alto e davanti al longherone anteriore dell'ala, separati da una breve scaletta. I comandi sono posti fra i due piloti e sul soffitto della fusoliera.
Nella prua della fusoliera era situata la torretta per la mitragliatrice e il posto per l'osservatore e i relativi comandi per lo sgancio delle bombe.

Sotto la fusoliera trovava posto una seconda torretta per il tiro, che si abbassava col peso del mitragliere (scomparendo invece quando non veniva usata).

### Impennaggi
La coda era in traliccio d'acciaio, con un solo timone di direzione.

### Carrelli
Le ruote impiegavano pneumatici a bassa pressione, sostenute da una struttura a piramide il cui puntone posteriore era di lunghezza variabile. In questo modo poteva ammortizzare le oscillazioni del carrello.

L'insieme del carrello era coperto da una cappotta aerodinamica per minimizzare la resistenza all'aria.
Il pattino posteriore era ruotante, ammortizzato e realizzato da una scarpa fusa in lega leggera, con una suola di acciaio.

### Motore
Dei quattro motori due erano posizionati in tandem, centralmente alla cellula sopra la fusoliera, mentre ciascuno degli altri due erano posizionati anteriormente, sulle ali.
L'avviamento dei motori era ottenuto per mezzo di aria compressa, prodotta da un gruppo compressore posizionato sotto il sedile del pilota di destra.

## Utilizzatori
Italia
- Regia Aeronautica
  - 62ª Squadriglia S.B.P. (Sperimentale Bombardamento Pesante) "Bombardieri Giganti" del 9º Stormo Bombardamento Terrestre.

### Pubblicazioni
- Gregory Alegi, I bombardieri sperimentali a Grande Autonomia, in Aeronautica, Nr.12, Roma, Associazione Arma Aeronautica (AAA), dicembre 2009 (Anno LIV), ISSN 0391-7630 (WC · ACNP).
- (EN) The Caproni Ca.79, in Flight, 10 gennaio 1930,  pp. 97-8. URL consultato il 21 gennaio 2012.